# مكافحة الحشرات

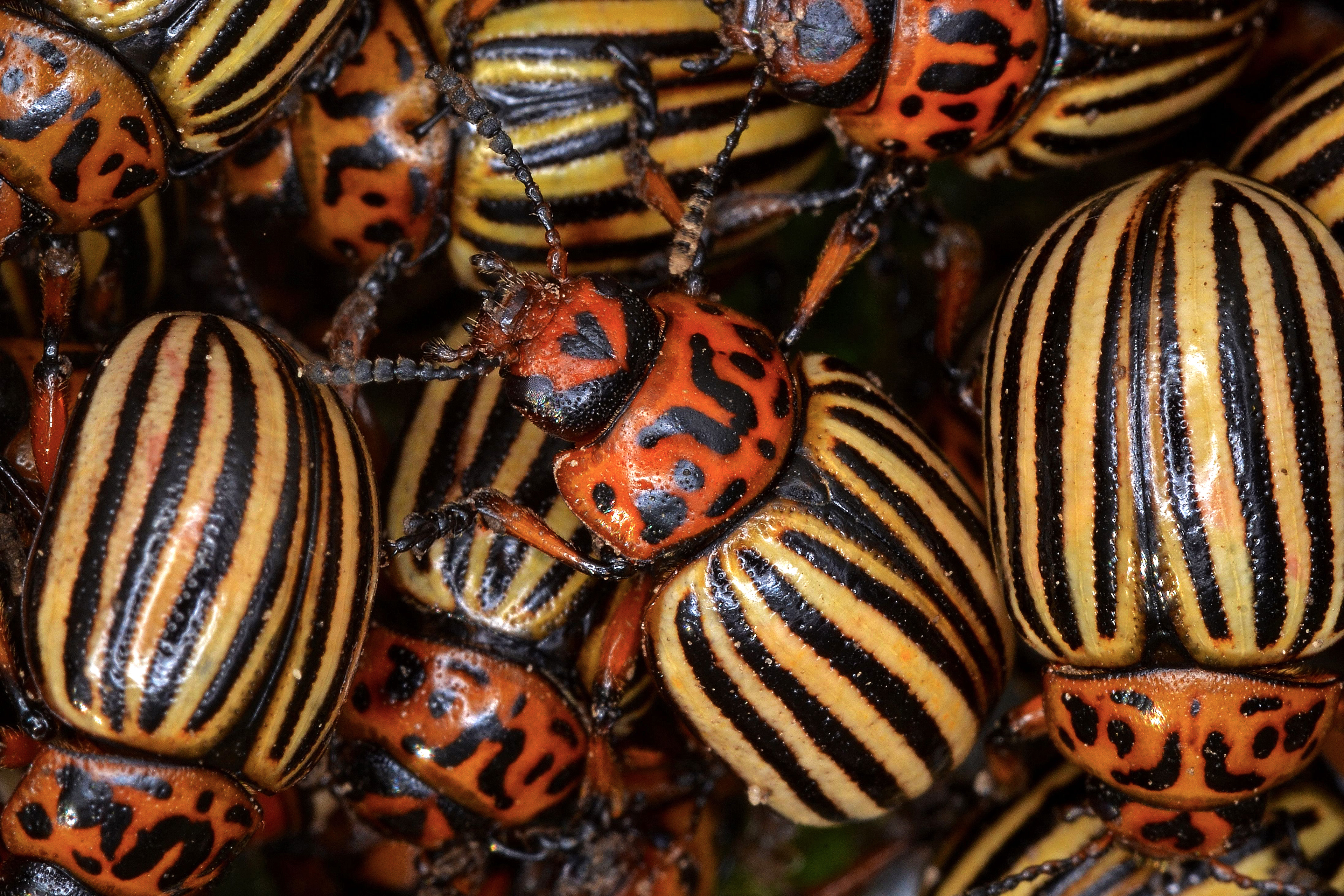
خنفساء كولورادو البالغة (Leptinotarsa decemlineata ، آفات البطاطس.

الآفة هي نوع من أنواع الحشرات التي تعتبر ضارة للمحاصيل والحدائق الزراعية، وللأشجار والنباتات بشكل عام، وكذلك للأغذية المخزنة. يمكن أن يؤثر تلف النباتات على جميع أعضاء النبات، فوق أو تحت الأرض، ويمكن أن يحدث بسبب الحشرات البالغة (الصور) مثلما تسببه اليرقات.
يعارض مفهوم الآفات الحشرية مفهوم الحشرات المساعدة التي على العكس تعزز الإنتاج الزراعي. إنها فكرة مركزية الإنسان لأن الحشرات النباتية موجودة بشكل طبيعي في البيئة حيث تتكاثر تلقائيًا بنفسها، وفقًا لديناميكيات النباتات المضيفة.
حشرة الآفات ضارة فقط في السياقات المواتية لها (غياب المفترس أو الطفيلي أو النبات المضيف ضعيف مناعيًا أو دفاعيًا ضد جديد «المعتدي»). إذا تم زراعة نبات على نطاق واسع، يمكن للأنواع الاستفادة من تركيز هذا النبات المضيف ورؤية تكاثر السكان، وربما تقويض فائدة الإنتاج المتوقعة.
توصف بعض الحشرات بأنها «الآفات» منذ العصور القديمة (الغيوم الجندب موصوفة في الكتاب المقدس بأنها " الطاعون الثامن لمصر  " ومع ذلك، فقد استهلك البشر وحشرات الحيوانات المفترسة هذه الحشرات، والتي تشكل ما يسميه علماء الأحياء «مصدر غذائي نابض».
الأنواع الأخرى، التي أدخلت حديثا خارج مكانها الطبيعي مجموعة، هي في الواقع الحشرات مستورد (عن طريق الخطأ أو عمدا). عدم برفقة الحيوانات المفترسة، ولا من حقهم الطبيعي الطفيليات، وبعض الأنواع يمكن أن تبني سلوكيات جديدة في الجديدة بيئة، وأكثر من ذلك بكثير عدوانية للمحاصيل. إذا احتشدوا على مناطق واسعة، يتم تصنيفهم على أنهم أنواع غازية.

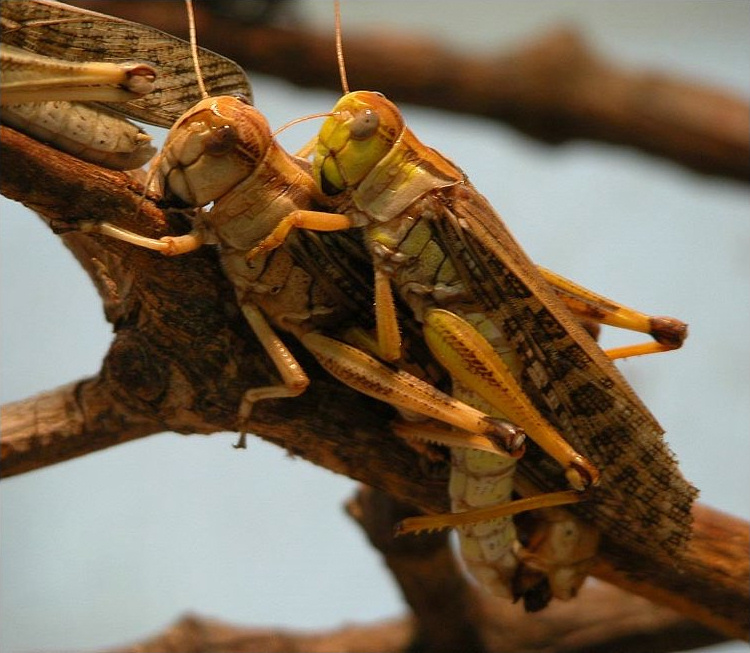
زوج من الجراد المهاجر (Locustaigratoria).

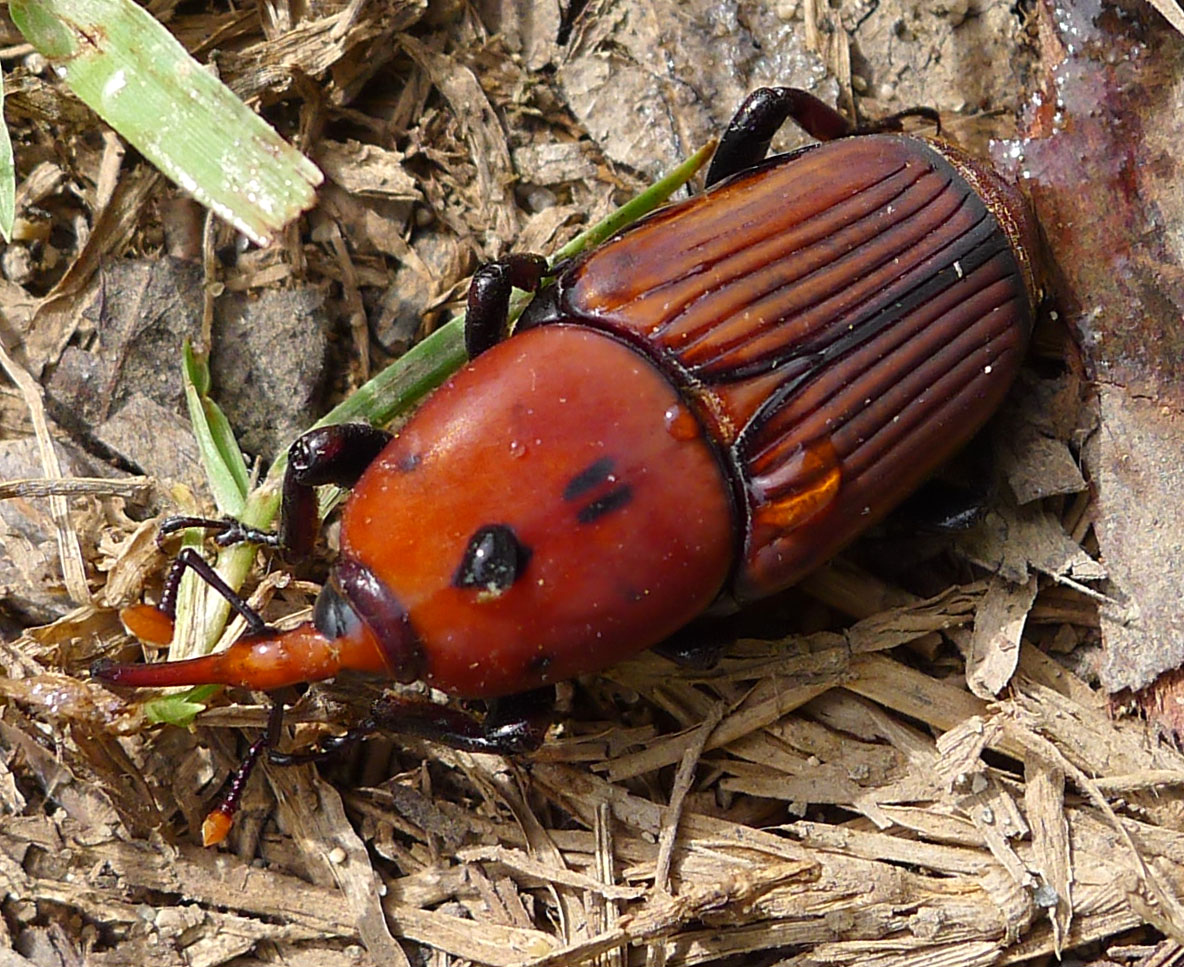
سوسة النخيل الحمراء (Rhynchophorus ferrugineus).

مكافحة حشرات في الكويت 55595450

## الأنواع الرئيسية
عدد كبير جدًا من أنواع الحشرات (على الأقل نصف وفقًا لبعض المؤلفين أو 400 000 إلى 500 000) هي نباتية، أي أنها تتغذى على الأنسجة النباتية، تعيش بشكل عام، ولكن مات أيضا (الخشب). من المرجح أن كل نوع من النباتات على الأرض يعمل كغذاء لأنواع حشرات واحدة على الأقل. تهاجم الحشرات النباتية جميع أعضاء النبات يمضغون الأوراق والسيقان، ويمصون النسغ، ويستخرجون الكامبيوم، ويحصدون حبوب اللقاح، ويغزون البراعم، ويدمرون الزهور ويأكلون الفاكهة والبذور، ويحفرون في السيقان، وحمة الأوراق، والفواكه أو البذور. النباتات حتى التي تجعل من المبيدات الحشرية القوية (مثل التبغ النيكوتين، أقحوان عاقر قرحا أو روتينون من بعض الاستوائية الفصيلة البقولية) ليست في مأمن من الآفات التي تكيفت لتتغذى على أنسجتها وإزالة السموم دفاعاتهم الكيميائية.
يمكن للحشرات الماصة العض، مثل حشرات المن والذبابة البيضاء، بالإضافة إلى إضعاف النباتات عن طريق جمع النسغ، أن تنقل مسببات الأمراض، خاصة الفيروسات النباتية. قاعدة البيانات «مجموعة حماية المحاصيل»(CPC ، مجموعة حماية المحاصيل) التي تحتفظ بها CAB International ، تقدم 10 000 مفصل عن الآفات ومسببات الأمراض والأعشاب الضارة التي تؤثر على النباتات المزروعة، منها حوالي 4000 مخصصة لأنواع الآفات الحشرية. على الصعيد العالمي، كانت الأنواع العشرين التالية موضوعًا لأكبر عدد من الدراسات العلمية (في الفترة 2012-2016)  وهو ما يشير إلى أهميتها الاقتصادية.
| الاسم العلمي               | اسم معروف                                  | أسرة                 | النباتات المضيفة الرئيسية                                                                       |
| -------------------------- | ------------------------------------------ | -------------------- | ----------------------------------------------------------------------------------------------- |
| Helicoverpa armigera       | فراشة الطماطم                              | نوكتيداي             | Gossypium (قطن)، Cicer arietinum (الحمص)                                                        |
| Bemisia tabaci             | الذبابة البيضاء                            | Aleyrodidae          | Solanum lycopersicum (الطماطم)، Gossypium (قطن)                                                 |
| Tetranychus urticae        | سوس العنكبوت ويفر                          | Tetranychidae (العث) | Solanum lycopersicum (الطماطم)، Phaseolus vulgaris (الفاصوليا الشائعة)                          |
| بلوتيلا إكسيليستيلا        | العثة الصليبية                             | Plutellidae          | براسيكا أولراسيا (الملفوف)، براسيكا                                                             |
| Spodoptera litura          | فراشة مخططة                                | نوكتيداي             | جلايسين ماكس (فول الصويا)، Arachis hypogaea (الفول السوداني)                                    |
| تريبولينيوم كاستانيوم      | تريبوليوم الطحين الأحمر                    | Tenebrionidae        | تريتيكوم (القمح)                                                                                |
| Myzus persicae             | المن الخوخ الأخضر                          | المن                 | Solanum tuberosum (بطاطا)، فليفلة مفرومة (فلفل)                                                 |
| Spodoptera frugiperda      | عثة الذرة الأمريكية                        | نوكتيداي             | Zea mays (corn)، Gossypium (قطن)                                                                |
| Aphis gossypii             | المن القطن                                 | المن                 | Gossypium (قطن)                                                                                 |
| Nilaparvata lugens         | النطاط البني                               | Delphacidae          | اوريزا (أرز)                                                                                    |
| Spodoptera exigua          | عثة البنجر                                 | نوكتيداي             | Gossypium (قطن)، Zea mays (corn)                                                                |
| Frankliniella occidentalis | تريبس كاليفورنيا                           | Thripidae            | Solanum lycopersicum (الطماطم)، الفليفلة السنوية (الفلفل الحار)                                 |
| سيراتيس كابيتاتا           | ذباب ثمار البحر الأبيض المتوسط             | Tephritidae          | الحمضيات (الحمضيات)                                                                             |
| سيديا بومونيلا             | فراشة التفاح والكمثرى                      | عصبية                | مالوس (شجرة التفاح)                                                                             |
| Callosobruchus maculatus   | سوسة اللوبيا                               | أقحوان               | Vigna unguiculata (اللوبيا)، Vigna radiata (فول مونج). <br/> يؤثر بشكل رئيسي على الطعام المخزن. |
| Spodoptera littoralis      | دودة القطن                                 | نوكتيداي             | Gossypium (قطن)، Zea mays (corn)                                                                |
| Acyrthosiphon pisum        | حبات البازلاء الخضراء                      | المن                 | Medicago sativa (البرسيم)، Pisum sativum (البازلاء)                                             |
| Diaphorina citri           | الحمضيات الآسيوية psyllid                  | Psyllidae            | الحمضيات (الحمضيات)                                                                             |
| توتا أبسوتا                | عامل منجم أوراق الطماطم في أمريكا الجنوبية | Gelechiidae          | Solanum lycopersicum (الطماطم)، Solanum tuberosum (البطاطا)                                     |
| تريبس التبغ                | التربس والبصل                              | Thripidae            | الأليوم (البصل)                                                                                 |

تتضمن بعض الأسماء العامية العديد من أنواع الآفات الحشرية، وأحيانًا مختلفة جدًا (Lepidoptera ، Coleoptera ، Diptera ، Hymenoptera ، إلخ.): البرنقيل، السوسة، البق الدقيقي، الجراد، العث (في شكلها «يرقة»)، الخنافس النباح، sawflies ، النمل الأبيض، صانعات أنفاق الخضروات، النمور.

## التاريخ

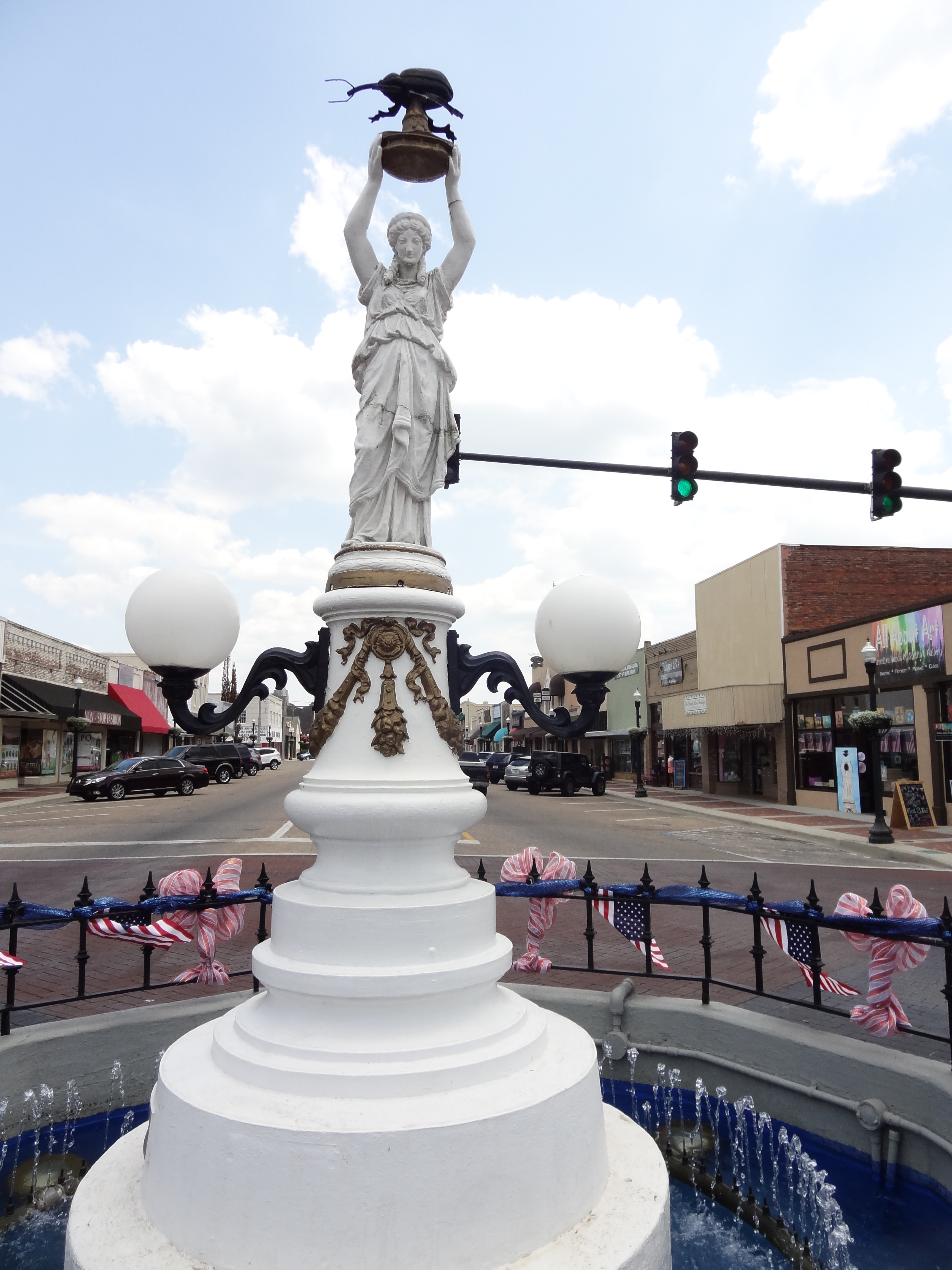
نصب لسوسة القطن (Anthonmus grandis) في Enterprise (ألاباما).

تاريخيا، في أوروبا، واثنين من الأنواع قدمت من الآفات الحشرية.
- نوع من قمل النبات (Daktulosphaira vitifoliae)، وصلت من أمريكا الشمالية في 1861 ، هذا صغيرة homoptère دمرت بالكامل تقريبا الكرم الأوروبي. أعيد تشكيل هذا، بعد 30 عامًا، من خلال تطعيم أصناف العنب المحلية على نباتات الكروم من الأنواع الأمريكية التي أثبتت أنها أكثر مقاومة للطفيلي
- خنفساء كولورادو للبطاطس (Leptinotarsa decemlineata)، المكتشفة في عام 1922 في بوردو، تأتي من كولورادو. بعد أول مقدمة مضبوطة إلى ألمانيا في نهاية القرن التاسع عشر، انتشر بسرعة في جميع أنحاء أوروبا في بوردو. إن الضرر الذي سببه لمزارع البطاطس كبير.

## الأضرار
إن الضرر الذي تسببه الحشرات بسبب الحشرات متنوع في طبيعته لأنه يعتمد على مناعة النبات، ويكون محددًا لكل نوع (أو أنواع فرعية ومتغيرات محلية). يمكن أن تكون في بعض الأحيان مهمة جدًا (وأحيانًا يمكن أن تساهم عدة حشرات، على سبيل المثال على مستوى الأوراق لأحد الجذور للآخر)
- الضرر المباشر هو نتيجة لتغذية الحشرات، سواء الكبار (إيماجو) واليرقات (اليرقات، الديدان)
- الضرر غير المباشر هو نتيجة اللدغات (انتقال الفيروس، تدمير الأنسجة) والفضلات( مما يسبب تكوين العفن المهمل) وردود الفعل النباتية (تكوين الكرات).
- لا يرتبط المظهر المرئي للضرر دائمًا بخطورته.

وهكذا في كندا، فإن تساقط الأوراق بالكامل (حتى 5 سنوات متتالية) من الأشجار مثل شجرة التنوب عن طريق تشويه الحشرات لن يقتل الشجرة (ببساطة يتوقف عن النمو)، كما هو الحال في أوروبا أن تساقط الأوراق إجمالي الربيع من فحم الفحم بواسطة hyponomeute الفحم ليس له أي نتيجة للشجرة التي كانت قد استعادت أوراقها بعد شهر، في حين أن بعض الخنافس اللحاء التي تحمل الفطريات الطفيلية يمكن أن تقتل الدردار بمرض الدردار.
يهاجم كل نوع بشكل عام جزءًا معينًا من النبات: الأوراق والسيقان والبراعم واللحاء والخشب والجذور والزهور والفواكه والبذور في جميع مراحل تطورها، بما في ذلك منتجات المحاصيل المخزنة.
يعيش البعض على النباتات ويتغذى عليها، ويعيش البعض الآخر داخل الأنسجة (في اليرقات أو حالة البالغين).

## مكافحة الآفات
إن مكافحة الآفات النباتية ضرورة عالمية. غالبًا ما تكون تكلفة الوسائل المختلفة للحد من انتشار الآفات الغازية أقل من تكلفة الضرر الناجم عن الغزو. في العديد من البلدان، هناك لوائح تفرض تدابير معينة، بما في ذلك الحجر الصحي. تتضمن هذه المكافحة عمومًا وسائل مختلفة مثل: حظر الدخول إلى بلد أو منطقة معينة، والقضاء على الآفات أو حبسها، واستخدام أدوات مثل المكافحة البيولوجية (المصيدة) فرمون، تقنية الحشرات العقيمة، المبيدات الحشرية الطبيعية، إطلاق المفترسات الطبيعية)، المكافحة الكيميائية (المبيدات الحشرية ومبيدات الحشرات الحيوية، الطارد)، المكافحة الجينية (اختيار أصناف مقاومة، نباتات معدلة وراثيا)، التحكم الثقافي والمادية (دوران المحاصيل، والحراثة، والصيد، والإشعاع)إلخ.

### المكافحة البيولوجية للحشرات النباتية
بدأت المعركة البيولوجية ضد الحشرات النباتية في نهاية القرن التاسع عشر في شكل المكافحة البيولوجية الكلاسيكية التي تتكون في إدخال الكائنات الحية الضد. هذا التطبيق ضد الآفات الحشرية هو في أصل إضفاء الطابع الرسمي على مفهوم المكافحة البيولوجية في مؤتمر دولي لعلم الحشرات في ستوكهولم عام 1948.
هناك العديد من الفوائد البيئية للمكافحة البيولوجية، خاصة عند مقارنتها بالسيطرة على استخدام المبيدات الحشرية الكيميائية، والتي بدورها لها تأثير سلبي على البيئة والتنوع البيولوجي. تتميز هذه الطريقة، من بين أمور أخرى، بميزة القدرة على استخدامها في مناطق كبيرة لأن تشتت عامل التحكم البيولوجي يحدث بشكل طبيعي.
لم يتم ذكر وسائل مكافحة الحشرات النباتية التي تتكون في استخلاص الزيوت العطرية من النباتات العطرية، لأن هذه الوسيلة لا تعتبر عنصرًا تحكمًا بيولوجيًا، بل تحكمًا كيميائيًا بيئيًا.
تعتمد وفيات الحشرات النباتية بسبب عوامل المكافحة البيولوجية المختلفة بشكل أساسي على مرحلة تطور وبيولوجية النظام الغذائي للحشرة، وبدرجة أقل، على متغيرات إيكولوجية أخرى معينة مثل حالة الغزو، ونوع الثقافة أو المنطقة العرضية للموئل